# Hino Red Dolphins
Hino Motors Red Dolphins est un club japonais de rugby à XV. Il s'agit de l'équipe du constructeur de véhicules commerciaux Hino Motors, basé à Hino dans la métropole de Tokyo.
Elle évolue en 2025 dans la plus haute compétition du pays, le championnat du Japon de rugby à XV.

## Histoire
L'équipe a été créée en 1950 et a passé des saisons de formation en évoluant dans la Ligue Kanto (ja). D'abord promue en première division de la Top East League (ja) pour la saison 2009, l'équipe a été reléguée lors de sa première saison. Cependant, elle a rebondi dès la première tentative, remportant pour la deuxième fois la promotion en Top East League pour la saison 2010. Elle est restée dans cette ligue jusqu'à la saison 2017-2018, où elle a été promue dans la nouvelle Top Challenge League.

## Historique des saisons
| Parcours des Hino Red Dolphins de 2008 à 2017 |    |   |   |   |     |     |      |    |    |     |     |                           |
| Competition | J  | G | E | P | PM  | PE  | DP   | BO | BD | Pts | Cl  | Notes                     |
| --- | -- | - | - | - | --- | --- | ---- | -- | -- | --- | --- | ------------------------- |
| 2008 Top East League | 10 | 1 | 0 | 9 | 129 | 525 | −396 | 1  | 1  | 6   | 10e | Relégués à la Ligue Kanto |
| 2010 Top East League | 10 | 3 | 0 | 8 | 242 | 390 | −148 | 3  | 2  | 17  | 8e  |                           |
| 2011 Top East League | 10 | 1 | 1 | 7 | 117 | 353 | −236 | 2  | 1  | 9   | 8e  |                           |
| 2012 Top East League | 9  | 2 | 0 | 7 | 138 | 350 | −212 | 3  | 0  | 11  | 9e  |                           |
| 2013 Top East League | 9  | 3 | 0 | 6 | 166 | 293 | −127 | 3  | 1  | 16  | 7e  |                           |
| 2014 Top East League | 9  | 6 | 0 | 3 | 301 | 154 | +147 | 5  | 1  | 30  | 4e  |                           |
| 2015 Top East League | 9  | 6 | 0 | 3 | 318 | 185 | +133 | 7  | 1  | 32  | 4e  |                           |
| 2016 Top East League | 9  | 8 | 0 | 1 | 420 | 107 | +313 | 5  | 0  | 37  | 2e  |                           |
| 2017 Top Challenge League | 7  | 6 | 0 | 1 | 285 | 157 | +128 | 4  | 0  | 28  | 2e  | Promus à la Top League.   |
| |    |   |   |   |     |     |      |    |    |     |     |                           |
| Légende : J = matches joués, G = matches gagnés, E = matches nuls, P = matches perdus, PM = Points marqués, PE = Points encaissés, DP = Différence de points, BO = bonus offensifs, BD= bonus défensif , Pts = Points, Cl = Classement. |    |   |   |   |     |     |      |    |    |     |     |                           |

## Effectif
| Piliers - Yutaro Danno - Shosuke Funaki - Ken Osanai - Yuto Tokuda - Makoto Tsuchiya - Taiga Yamaguchi - Kazumasa Yoshimura - Junki Tokoda - Sora Torigoe Talonneurs - Sota Moriya - Motoki Yamazaki - Daiki Nakagawa - Towa Taniguchi - Kosei Tamaki Deuxième ligne - Yuta Kasahara (c) - Rory Arnold - Yujiro Yano - Hidetora Nasu REP | 3e ligne aile - Shoei Ijima - Lee Jun-ya* - Shun Nakashika - Takehiro Nishimura - Arito Takahashi - Kuniya Sonoki - Josh Fenner - Noah Tovio* - Syun Tomonaga - Kiichi Takagi 3ème ligne centre - Kyosuke Horie - AJ Woulf Demis de mêlée - Kotaro Hatada - Yuki Kagoshima - Augustine Pulu - Kanta Hattori REP Demis d'ouverture - Simon Hickey - Suguru Tanaka - Keita Doi - Junpei Noguchi REP | Centres - Taroma Togo - Ryuji Hirose - Murray Koster - Hinata Hori REP Ailiers - Sora Ouchi - Moeki Fukushi - Ko Kojima - Yuto Mizuma Arrièrees - Shogo Tokota - Kyoji Takano - Takumi Isimoto - Kim An-pyon* REP Utility Backs |
| | | |
| (c) corrsepond à un capitaine, les noms en gras correspondent aux joueurs ayant au moins une sélection internationale. | | |